# Markus Rosenberg
Nils Markus Rosenberg (Malmö, 27 de setembre de 1982) és un futbolista suec que des del 2014 juga de davanter pel Malmö FF.